# دانیل کیتا روئل
دانیل کیتا روئل (انگلیسی: Daniel Keita-Ruel؛ زادهٔ ۲۱ سپتامبر ۱۹۸۹) بازیکن فوتبال اهل فرانسه است.